# Ongezoomd ertsmos
Ongezoomd ertsmos (Scopelophila cataractae) is een soort uit het geslacht ertsmos (Scopelophila). Het groeit vooral op verontreinigde bodems van zink, koper, ijzer en cadmium.

## Determinatie
Ongezoomd ertsmos is een topkapselmos dat dichte plakkaten of plukken vormt, soms diep maar vaak minder goed ontwikkeld, met korte, bladachtige scheuten vermengd met protonemaalgroei. De bladeren zijn helder tot olijfgroen, glanzend, 1-1,5 mm lang, worden roodbruin of bronzen met de leeftijd en blootstelling. De bladeren hebben een duidelijke kiel, het breedst boven het midden, taps toelopend naar een scherpe punt. 
In Europa – waar alleen mannelijke planten zijn gevonden – zijn nog nooit kapselende exemplaren waargenomen. Ongezoomd ertsmos kan gemakkelijk over het hoofd worden gezien, vooral wanneer slecht ontwikkeld, en is voornamelijk herkenbaar aan zijn beperkte habitat.

## Voortplanting
De soort verspreidt zich vermoedelijk door middel van vegetatieve voortplanting via fragmenten van blaadjes of protonema-draden, of via tubers op de rizoïden. Wellicht heeft transport van erts en afvalproducten bijgedragen aan de verspreiding over de ver uiteenliggende vindplaatsen.

## Ecologie
Ongezoomd ertsmos is één van de 'kopermossen': mossen die in staat zijn op substraten te groeien die gekenmerkt zijn door hoge concentraties van metalen zoals koper en zink, maar ook ijzer en cadmium. In Europa betreft dat vrijwel uitsluitend ertsbrokken en afvalproducten van ertsverwerking, vooral slakken. De soort groeit vooral op zonnige, vochtige tot natte plekken, maar kan ook veel droger staan. De soort vormt vaak dichte tapijten in de directe omgeving van ertsverwerkende bedrijven op substraten waarin ertsslakken verwerkt zijn, zoals sintels en sintelgruis op kerkhoven, paden en golfbanen, maar ook op plekken waar regenpijpen vanaf zinken dakgoten of roestige ijzeren golfplaten bovenop oude loodsen afwateren. 
De soort groeit vaak samen met algemene soorten als zilvermos, grofkorrelknikmos, gewoon peermos en gewoon parelmos.

## Verspreiding
Ongezoomd ertsmos komt voor in grote delen van Azië en Noord-, Midden- en Zuid-Amerika. De eerste vondst in Europa, in 1967, betrof een oude zinkmijn in Wales, maar de soort werd pas herkend in 1981. Daarna volgden al snel meer vondsten, en de soort is nu bekend van een aantal plekken in het zuidwesten van Engeland en Wales, België, Frankrijk en het westen van Duitsland.
In Nederland is ongezoomd ertsmos zeer zeldzaam. Het staat op de rode lijst in de categorie 'Gevoelig'. Het werd de soort voor het eerst in 1985 gevonden, nadat deze 1967 voor het eerst in Europa werd aangetroffen. In Nederlandland zijn slechts enkele vindplaatsen bekend, waaronder de zinkfabriek in Budel-Dorplein en een stortplaats van batterijen van voormalig Kamp Westerbork in de omringende bossen van dit kamp.